# A kémnő visszatér
A kémnő visszatér (eredeti cím: In From the Cold) 2022-es amerikai kém thrillersorozat, amelyet Adam Glass alkotott. A főbb szerepekben Margarita Levieva, Cillian O'Sullivan, Lydia Fleming, Charles Brice és Alyona Khmelnitskaya látható.
Amerikában és Magyarországon 2022. január 28-án mutatta be a Netflix.

## Ismertető
Az elvált anya és volt orosz kémnő titokban él az Egyesült Államokban, és kénytelen visszatérni régi életébe, miután a CIA tudomást szerez valódi személyazonosságáról.

## Szereplők

### Főszereplők
| Szereplők                     | Színész                                           | Magyar hang  |
| ----------------------------- | ------------------------------------------------- | ------------ |
| Jenny Franklin / Anya Petrova | Margarita Levieva Stasya Miloslavskaya (fiatalon) | Pikali Gerda |
| Chauncey Lew                  | Cillian O'Sullivan                                | Pál Tamás    |
| Becca Franklin                | Lydia Fleming                                     | Mayer Szonja |
| "Chris" Clarke                | Charles Brice                                     | Gacsal Ádám  |
| Szvetlana Petrova             | Alyona Khmelnitskaya                              | Ősi Ildikó   |

### Mellékszereplők
| Szereplők     | Színész                | Magyar hang            |
| ------------- | ---------------------- | ---------------------- |
| Faina Orlov   | Anastasia Martin       | Eredeti hang           |
| Felipe Calero | José Luis García Pérez | Thuróczy Szabolcs      |
| Gala Morazava | Alexandra Prokhorova   | Lipcsey-Colini Borbála |

### Magyar változat
- Magyar szöveg: Korponai Zsolt
- Hangmérnök: Illés Gergely
- Vágó: Kajdácsi Brigitta
- Gyártásvezető: Fehér József
- Szinkronrendező: Földi Levente

A szinkront a Mafilm Audio Kft. készítette.

## Epizódok
| Sor. | Év. | Cím                            | Rendező           | Író                                   | Premier          |
| ---- | --- | ------------------------------ | ----------------- | ------------------------------------- | ---------------- |
| 1.   | 1.  | Mi ég? (What Is Burning?)      | Ami Canaan Mann   | Adam Glass                            | 2022. január 28. |
| 2.   | 2.  | A menyasszony (The Bride)      | Ami Canaan Mann   | Adam Glass                            | 2022. január 28. |
| 3.   | 3.  | Az özvegy (The Widow)          | Daniel Calparsoro | Erica L. Anderson                     | 2022. január 28. |
| 4.   | 4.  | A család (The Family)          | Daniel Calparsoro | Gaia Violo                            | 2022. január 28. |
| 5.   | 5.  | Egy régi barát (An Old Friend) | Paco Cabezas      | Anya Meksin                           | 2022. január 28. |
| 6.   | 6.  | Kismadár (Little Bird)         | Paco Cabezas      | Christopher Barbour és Mel D. Jimenez | 2022. január 28. |
| 7.   | 7.  | Gideon (Gideon)                | Birgitte Stærmose | Christopher Barbour                   | 2022. január 28. |
| 8.   | 8.  | Szülőföld (Motherland)         | Birgitte Stærmose | Adam Glass                            | 2022. január 28. |